# Oscar Borg
Alfred Johann Oscar Borg (* 11. Juni 1851 in Halden; † 29. Dezember 1930 ebenda) war ein norwegischer Komponist, Dirigent, Organist und Flötist.
Borg spielte bereits als Kind Schlagzeug in einem Tanzorchester seines Vaters und lernte außerdem Violine, Flöte und Kornett zu spielen. Er gründete mit anderen jungen Musikern eine kleine Kapelle und komponierte für diese erste Werke. Dreizehnjährig wurde er als Schüler in die Militärkapelle der 1. Brigade in Halden aufgenommen, wo er Flöte spielte. Mit einem von Kronprinz Oscar II. gestifteten Stipendium studierte er ab 1869 an der Königlichen Musikhochschule in Stockholm.
Nach dem Examen 1872 kehrte er zu der Militärkapelle in Halden als Soloflötist und -geiger zurück. 1881 wurde er Nachfolger des Kapellmeisters Friedrich August Reißiger. Außerdem leitete er ein Hornsextett und den Chor Fredrikshalds Sangforening. Mit diesem führte er u. a. seine Kantate Leif Eiriksson für Solisten, Chor und Orchester nach einem Text von Hans Woll auf.
Von 1887 bis 1915 unterrichtete Borg Gesang an der Musikschule in Halden. Nachdem er 1918 aus dem Musikkorps ausgetreten war, leitete er von 1920 bis 1929 Det Musikalske Selskab - Tistedalens Musikkforening. Neben etwa 70 Militärmärschen (u. a. Kong Haakon VIIs Honnørmarsj - 1905, Kronprins Olavs Honnørmarsj - 1929, Den Norske Løve - 1894, Norsk Turnermarsj - 1886) komponierte Borg Chorwerke und Lieder, Stücke für Klavier und für Orgel sowie einige kammermusikalische Werke. Er wurde vielfach ausgezeichnet, u. a. als Ritter des Wasaordens.